# Animal Planet
Az Animal Planet a Discovery Communications társaság egyik tematikus csatornája, mely az állatok életének bemutatásával foglalkozik.
A csatorna magyar hangja Málnai Zsuzsa, korábban Schmidt Andrea, előtte Bertalan Ágnes volt.

## Működése
Az Animal Planet napi 24 órában sugároz (2007 óta, kezdetben reggel hattól éjjel 2-ig sugárzott). Kínálatában szerepelnek háziállatokat, a fajok fejlődését, a természetes kiválasztódást és a létért folytatott küzdelmet bemutató műsorok és az állatok életét bemutató dokumentum-szappanoperák. Sorozatai közé tartozik a Pandavilág, az Orángután-sziget: Orángután 911, a Szurikáták udvarháza, A Föld legviccesebb állatai, illetve az Állatok A-tól Z-ig.
A csatorna 329 millió háztartásban fogható világszerte. Az Amerikai Egyesült Államok után elsőként Európában jelent meg 1997-ben. Jelenleg a nemzetközi piacokon – az Egyesült Királyság és Olaszország kivételével – a Discovery Communications és a BBC Worldwide együttműködésében érhető el. Magyarországon 1999 óta van jelen.
2009 óta az Animal Planet HD (1080i) minőségben is forgat és sugároz.
2020. december 29-én a UPC Direct (jelenleg: Direct One) bejelentette, hogy 2021. január 4-től (a csatornakínálatának megújításával egyidőben) az Animal Planet csatorna kikerült a csatornakiosztásából, helyét a Love Nature vette át.
2022. szeptember 1-jén visszakerült a DIGI kínálatába, ahonnan 2012-ben került ki, és az akkor induló Digi Animal World váltotta, amely 2022. szeptember 1-jén megszűnt.

## Műsorkínálat
Az Animal Planet gyakran állít össze tematikus heteket műsoraiból. Különösen gyakori a Cápák Hete, amely egy hónapban többször ismétlődik.

### Sorozatok
- 101 házikedvenc
- 101 kiscica
- 101 nagykutya
- A Bevery Hills-i kutyafodrász
- A cápa hazatér
- A dinoszauruszok bolygója
- A dinoszauruszok csatája
- A Föld legviccesebb állatai
- Afrika különcei
- Agyarháború
- A királykobra nyomában
- A Krokodil-folyó oroszlánjai
- Akvárium extrákkal
- Állatbébik
- Állatbirodalom
- Állati anyukák
- Állati bandaháborúk
- Állati bohóságok
- Állati csataterek
- Állati dolgok
- Állati hősök
- Állati nyomozók
- Állati repülőtér
- Állati vészhelyzetek
- Állatklinika
- Állatok A-tól Z-ig
- Állatok itt, állatok ott
- Állatok útmutatója a modern kori túléléshez
- Állatorvosok a baleseti sebészeten
- Állatrendőrség Houstonban
- Állatrendőrség Philadelphiában
- A legmulatságosabb állatok
- Amerika legcukibb kiskedvencei
- Amikor leszáll az éj
- Amikor az állatok támadnak...
- A szavanna királynője
- A támadás után
- A Teknősember kalandjai
- A természet világa
- A tíz legveszélyesebb kígyó
- A vadállatok földjén Dave Salmoni-val
- Austin Stevens: A kígyók ura
- Austin Stevens legveszélyesebb kalandjai
- Ausztrál állatgyógyászok vidéken
- Ausztrál vadőrök
- A vad Latin-Amerika
- Az alaszkai vadon gyermekei
- Az aligátor-fiúk
- Az állatok nyelvén
- Az ausztrál állatgyógyász
- Az élet útja
- Az ember, mint préda
- Az északi sarkkör vadvilága
- Az internet cuki sztárjai
- Az oroszlán barlangjában
- Az oroszlánkirálynő
- Az oroszlánok méltósága - vissza a vadonba
- Az öt nagyvad
- Bahamák - A nagy kékség
- Bálnák háborúja
- Bigfoot nyomában
- Bizarr állati vészhelyzetek
- Bogarászás Ruuddal
- Bolygónk, a Föld
- Brit kutyamentők
- Bruce George: Kígyóvilág kalandora
- Cápa évad
- Cápafogak nyara
- Charles és Jessica csimpánzparadicsoma
- Costa Rica gyilkos krokodiljai
- Craig Bush, az Oroszlánember
- Cuki állatbébik
- Cuki állatbébik - Pöttöm kölykök
- Csendes szörnyetegek
- Dave Salmoni: gyilkos szigetek
- Dave Salmoni: veszélyes vadvilág
- Dél-Afrikai állatrendőrség
- Delfinsuli
- Dick, Dom és a vadvilág
- Dominic Monaghan: Csúszómászók nyomában
- Echo és az Ambroseli elefántjai
- Édesvízi szörnyek
- Édesvízi szörnyek: a legnagyobb fogások
- Élet a növények között
- Elképesztő ebek
- Elképesztő házi kedvencek
- Ember a gepárdok között
- Érintetlen Afrika
- Esélyek útja
- Észak-Amerika
- Ez kell a kedvenceknek!
- Fogadj be!
- Franciaország vadvilága
- Galápagos
- Gepárdkirályság
- Gorillamentők
- Gyilkos intelligencia
- Házak a fa tetején
- Hatalmasok és veszélyesek
- Hét élet, egy vidék
- Hogyan neveljünk...
- Hogyan ne váljunk cápaeledellé?
- Imádjuk a macskákat!
- Indokína vadvilága
- Irány a vadon Nick Bakerrel
- Jao titokzatos lényei
- Jenki dzsungel
- Jurassica
- Kaland a Panda-völgyben
- Kiskedvenceink titkos élete
- Krokodilvadász
- Kutyakarrierek
- Kutyaszépség
- Kutyasztár születik
- Lajhárparadicsom
- Lassításban
- Leg, leg, leg...
- Legendás hegyi szörnyek
- Leghatalmasabbak és legveszélyesebbek
- Legrosszabb rémálmaid állatai
- Majdnem emberek Jane Goddallal
- Majomélet
- Max nagy utazásai
- Miami állatrendőrség
- Michaela állati utazása
- Mikor még a dinók jártak erre
- Mindent a kutyákról
- Mocsári macsók
- Mutánsok bolygója
- Nick Baker bizarr teremtményei
- Nigel Marven
- Nigel Marven és a világ legveszélyesebb cápája
- Nigel Marven - Vad Kína
- Orangutánsuli
- Orangután-sziget: Orangután 911
- Óriáshalak nyomában Jakub Vagnerrel
- Oroszlánok és óriások
- Oroszlánok hadszíntere
- Oroszlánok között
- O'Shea nagy kalandja
- Őrült napok egy ausztrál vadasparkban
- Pandavilág
- Pingvinek a fedélzeten: így utaznak az állatok
- Pingvin szafari
- Pokoli kiskutyák
- Pokoli macskák
- Ray Mears vad Nagy-Britanniája
- RSPCA: Meg van benned, ami kell?
- Rossz kutya!
- Rovarháborúk
- Shamwari - Élet a vadonban
- Skót állatmentők
- Snake Sheila - A kígyók királynője
- Sötét napok a Majmok Városában
- Steve Backshall: Víziszörnyek társaságában
- Steve Irwin vadvilági harcosai
- Szafari - Az élet iskolája
- Szafari kalandok Karinával
- Szafari nővérek
- Szigetek vadvilága
- Szurikáták udvarháza
- Született vadászok
- Tenyésztői kisokos
- Természet újszülöttjei
- Tom és Jerry
- Túlélőkalauz az állatoknak
- Túléltem
- Zoltán, a Farkasember
- Vadak
- Vad bolygó
- Vad Ibéria
- Vad Közel-Kelet
- Vadmentés Afrikában
- Vadvilági S.O.S.
- Vadvilági tetthely
- Valami megharapott
- Varázslatos kerti tavak
- Város a dzsungel közepén
- Versenyfutás a szavannán
- Vészhelyzet - Állatgyógyászok
- Vigyázz! Cápa!

### Filmek
- A cápakirálynő
- A cápa visszavág
- A csúcsragadozó nyomában
- A félelem óceánja - A legszörnyűbb cápatámadás
- A gyilkos bálna
- A Karom-hegy macskái
- A királykobra nyomában
- A Knysna-elefántok nyomában
- A kubai cápa
- Akváriumi cápák
- A legjobb falatok - A 25 legjobb cápakaland
- Állattámadások túlélői
- Állkapcsok
- A megacápa búvóhelye
- A megacápa szigete
- A nagy fehér cápa - ketrec nélkül
- A nagy fehér sorozatgyilkos visszatér
- A Teknősember kalandjai - A mexikói küldetés
- A Teknősember Kentuckyban
- A vadkutyák szigete
- Az Appalache-régió vadvilága
- Az árnyékvilág cápái
- Az elefántok birodalma
- Az élőholtak harapása
- Bill Bailey és a páviánok
- Cápacsalogató partok
- Cápageddon
- Cápainvázió
- Cápák a levegőben
- Cápák a levegőben - Apokalipszis
- Cápák a levegőben - Halálzóna
- Cápák a levegőben - Tomboló uszonyok
- Cápák - Egy támadás anatómiája
- Cápák hete - hihetetlen felvételek
- Cápalakoma
- Cápalány
- Cápaláz: az Atlanti-óceán vándorai
- Cápaösvény
- Cápa születik
- Cápatámadások 1
- Cápatámadások 2
- Cápatámadások 3
- Cápatámadás - túléltem
- Dinók emlékkönyve
- Elefántmentés Yao Minggel
- Élet a farkasok között
- Emberevő óriástintahal
- Emberevő szuperfarkasok
- Emberevő szuperkígyó
- Emberevő szuperkrokodil
- Emberevő zombimacskák
- Földöntúli cápák
- Fuss a vadakkal!
- Gepárdok - Versenyfutás az életért
- Gorillamentők
- Gyilkos cápák - Fekete december
- Gyilkos lódarazsak
- Halálos hullámok
- Házak a fa tetején - A legjobb pillanatok
- Házak a fa tetején - A világ körül
- Házak a fa tetején - Doboztroll különkiadás
- Házak a fa tetején - Intelligens otthonok
- Hogzilla: vadászat az óriás vaddisznóra
- Hogyan éljünk túl egy cápatámadást?
- Kína legmérgesebb kígyói
- Kölyökből ragadozó
- Kölyökévek
- Krokodilok zabálása
- Kutyák a seregben
- Lázadó állatok
- Leopárd sors - Küzdelem az életért
- Makócápa - A villámgyors gyilkos
- Megalodon: A legújabb bizonyítók
- Megalodon: A Szörnycápa él!
- Megvadult cápák
- Mi a szép a kígyóban?
- Nindzsa cápák
- Óriás pörölycápa
- Oroszlán testvériség
- Palau cápa
- Phila, a kilenc életű orrszarvú
- Pillantás egy cápa szájába
- Ragadozók játszótere
- Sárkányfészek
- Sellők
- Sodródás: 47 nap a cápák között
- Sorozatgyilkos fehér cápa
- Szabadítsátok ki Willyt! - az igaz történet
- Szemtől szemben a jegesmedvével
- Tigrishal - A Kongó gyilkosa
- Tigrisnővérek
- Túléltem a cápa támadását
- Vad Mexikó
- Vadászat a szörnyek szigetén
- Véres tó - A gyilkos orsóhalak támadása
- Víziló lakoma
- Vuducápa
- Zombicápa
- Zombihal

## Logói

A 2008-tól 2018-ig használt logó
HD felbontást jelző logó

A csatorna logójában 1996-os indulásától 2008 őszéig egy elefánt és a Discovery-csatornákra jellemző földgolyó volt látható: zöld háttéren egy elefánt fehér sziluettje, amelynek ormánya fölfelé mutatott, balra volt a földgolyó, alatta a csatornanév volt olvasható zölddel. Ez a logó 2006-ban kisebb módosításon esett át: a csatornanév zöld háttér előtt fehér betűkkel volt látható. 2008-2018 között zöld betűkkel szerepelt a csatorna neve, az „M” betű 90 fokkal jobbra döntve. 2018-ban újabb logó váltás történt: az elefánt visszakerült az Animal Planet logójába. Az új logóban egy kék színű rajzolt elefánt látható, alatta feketével a csatorna neve végig kisbetűkkel.